# Святослав Іванович
Святослав Іванович (? — 29 квітня 1386) — Великий князь Смоленський (1359—1386), син Івана Олександровича Смоленського.

## Біографія
По смерті батька зайняв смоленський престол. У 1368 році брав участь в першому поході Ольгерда на Москву, під час так званої «Литовщини». Коли Ольгерд змушений був повернутися на західні кордони свого князівства, щоб відбити напад тевтонців, московські війська почали у відповідь похід в смоленські землі. У 1370 смоленські війська взяли участь у другому поході Ольгерда на Москву, після чого Святослав отримав загрозливе послання від константинопольського патріарха. У 1372 року в рамках мирного договору між Москвою і Литвою був підписаний також мир Москви зі Смоленськом.
У 1375 році смоленські війська брали участь в поході Дмитра Івановича Московського на Тверь (одночасно Ольгерд зробив набіг на смоленські землі), в 1380 році смоляни на чолі з племінником Святослава, Іваном Васильовичем Вяземським брали участь у Куликовській битві.
У 1386 році смоленські війська взяли в облогу контрольований Литвою Мстиславль, але незабаром підійшли польсько-литовські війська Ягайла Ольгердовича і завдали смолянам поразки (Битва на річці Вехрі), Святослав загинув, його старший син Гліб потрапив в полон, і смоленський престол зайняв його другий син Юрій, одружений з дочкою Олега Івановича Рязанського і Євпраксії Ольгердівни.

## Родина
Мав досить багато дітей, які ненадовго вберегли незалежне Смоленське князівство.
- Агрипіна Святославна — дружина Івана Ольгимонтовича Гольшанського, київського намісника.
- Гліб Святославич (1353—1399) — Великий князь Смоленський (1392—1395), загинув у Битві на Ворсклі.
- Юрій Святославич (1353—1407) — Великий князь Смоленський (1386—1392, 1401—1404)
- Олександр Дашек (1358/60—1410) — родоначальник князів Дашкових.
- Ульяна Святославна — дружина литовського боярина Монвида.
- Анна Святославівна — дружина Великого князя Литовського і Руського Вітовта.
- Іван Святославич (бл.1364—1403) — князь Вяземський.
- N дочка — дружина Бориса Михайловича Тверського.